# NetFreedom Task Force
 (janvier 2022).
La NetFreedom Task Force, anciennement appelée Global Internet Freedom Task Force (GIFT), est une initiative du département d'État américain qui agit en tant qu'organe de coordination et de sensibilisation des politiques du département d'État pour la liberté sur Internet. Les membres abordent les questions de liberté sur Internet en s'appuyant sur l'expertise multidisciplinaire du département en matière de politique de communication internationale, de droits de l'homme, de démocratisation, de défense des intérêts des entreprises, de responsabilité sociale des entreprises et des pays et régions concernés. Il relève du secrétaire par l'intermédiaire du sous-secrétaire aux affaires économiques, commerciales et agricoles et du sous-secrétaire à la démocratie et aux affaires mondiales. Le groupe de travail coordonne le travail du département d'État avec d'autres agences, des sociétés Internet américaines, des organisations non gouvernementales, des chercheurs universitaires et d'autres parties prenantes.

## Histoire
Le Groupe de travail mondial sur la liberté d'Internet a été créé par la secrétaire d'État Condoleezza Rice en février 2006 « pour surveiller et répondre aux menaces à la liberté d'expression sur Internet »,.
Le groupe de travail examine les aspects de politique étrangère de la liberté sur Internet, notamment :
- L'utilisation de la technologie pour restreindre l'accès au contenu politique et l'impact de ces efforts de censure sur les entreprises américaines ;
- L'utilisation de la technologie pour traquer et réprimer les dissidents ;
- Efforts pour modifier les structures de gouvernance d'Internet afin de restreindre la libre circulation de l'information.

Le groupe de travail a été mentionné par la secrétaire d'État américaine Hillary Clinton dans un discours sur la liberté d'Internet prononcé au Newseum à Washington DC, le 21 janvier 2010, déclarant : « Nous revigorons le groupe de travail mondial sur la liberté d'Internet en tant que forum pour faire face aux menaces contre la liberté d'Internet dans le monde entier, et exhortant les entreprises de médias américaines à jouer un rôle proactif pour contester les demandes de censure et de surveillance des gouvernements étrangers. ». Le groupe de travail a été rebaptisé groupe de travail NetFreedom peu de temps après.